# Бахмутська мечеть
Бахмутська мечеть — зруйнована мечеть міста Бахмут Донецької області. Належить до громади Духовного управління мусульман України «Умма». 

## Історія
Будівництво почалося у 2020 році. 
У грудні 2021 році на будівлю мечеті встановили золотий купол з півмісяцем. Планується збудувати також мінарет. Завершення будівництва планувалося до свята Курбан-байрам у липні 2022. 
15 травня 2022 року внаслідок російського обстрілу снаряд потрапив у дах. Мечеть перебуває у зруйнованому стані.